# Aleksandr Wrangel
Aleksander Jegorowicz Wrangel, Alexander Frh. Wrangel, (ros. Александр Егорович Врангель (ur. 23 czerwca 1833 w Werino koło Narwy, zm. 25 sierpnia 1915 w Dreźnie) – rosyjski prawnik, podróżnik, urzędnik konsularny i dyplomata, baron, kammerjunker, tajny radca, szambelan.
Pochodził ze starego duńskiego rodu, wywodzącego się od Tuki Wrange, dowódcy garnizonu Rewela w 1219. W 1653 rodowi Wranglów nadano tytuł szwedzkiego barona, który w 1865 został potwierdzony przez Imperium Rosyjskie. Urodził się w posiadłości Werino w pobliżu Narwy. Służył w Korpusie Kadetów im. Aleksandra, oraz ukończył Liceum im. Cara Aleksandra (Императорский Александровский лицей) w Petersburgu (1847-1853). Został zatrudniony w resorcie Ministerstwa Sprawiedliwości, obejmując stanowisko pełnomocnika w sprawach cywilnych i karnych w Semipałatyńsku (1855). Tu zaprzyjaźnił się z Fiodorem M. Dostojewskim. Odbył kilka podróży naukowych – do gór Ałtaju, nad jezioro Issyk-kul, odwiedził Ural. Do Petersburga powrócił w 1857. W tymże roku odbył też podróże do Niemiec, Szwajcarii i Włoch, oraz był sekretarzem komendanta eskadry płynącej wzdłuż wybrzeży wschodniej Azji i Chin. Podróżował też do Afryki, Hongkongu, Szanghaju, Hakodate, po Amurze, oraz do Irkucka (1859). Następnie, pracował w dyplomacji – był sekretarzem konsulatu generalnego w Bukareszcie (1861-1863), zastępcą sekretarza poselstwa w Kopenhadze (1863-1866). Zarządzał majątkiem Ruda-Belki w guberni mińskiej jak i był założycielem oraz prezesem banku handlowego w Mińsku. W 1874 podróżował do Niemiec i Włoch. W dwa lata później – w 1876 powrócił do służby zagranicznej – pełnił obowiązki w Czarnogórze i we Włoszech. Był komisarzem pomocowym w Czarnogórze (1877), oraz w Hercegowinie (1878), konsulem generalnym w Gdańsku (1879-1897), ministrem-rezydentem (1897-1898), a następnie posłem w Dreźnie (1898-1906). W 1912 opublikował „Wspomnienia o Fiodorze Dostojewskim na Syberii. lata 1854-1856”.
W 1863 otrzymał tytuł kammer-junkra.
Syn, baron Nikołaj Aleksandrowicz (1863-1927) – był adiutantem wielkiego księcia Michała Aleksandrowicza. Siostrzeniec – Piotr Wrangel (1878-1928), generał kawalerii, był jednym z przywódców ruchu Białych podczas wojny domowej w Rosji.

## Źródła
- Александр Егорович Врангель, 1833-1915
- Wrangel, Alexander Frh. v. (zu Ludenhof)